# Bill France Jr.
Pour les articles homonymes, voir France (homonymie).
Bill France Jr., de son vrai nom William Clay France (né le 4 avril 1933 à Washington D.C - décédé le 4 juin 2007 à Daytona Beach en Floride) était un entrepreneur américain. Fils de Bill France (en), il a dirigé la NASCAR de 1972 à 2003 et a contribué à faire d'un championnat à caractère régional l'une des disciplines sportives américaines les plus populaires.

## Biographie
Fils de Bill France, fondateur de la NASCAR en 1948 (qui deviendra rapidement le principal organisme de courses de stock-car aux États-Unis), Bill France Jr. devint vice-président de la NASCAR en 1966 avant d'en prendre la présidence en 1972 à la suite du départ à la retraite de son père.
Sous l'impulsion de Bill France Jr., la NASCAR s'est considérablement développée. Au crédit de sa présidence, on peut mettre la signature en 1972 d'un juteux contrat de sponsoring avec le groupe RJ Reynolds Tobacco Company (ce qui a entraîné la création de la Winston Cup), ainsi que la signature de contrats de diffusion avec les principaux réseaux de télévision américain. La NASCAR, qui en dehors des états traditionnels du Sud vivait dans l'ombre des épreuves de monoplace, est devenue dans le courant des années 1990 le championnat automobile le plus populaire aux États-Unis, et la deuxième discipline  tous sports confondus, derrière le football américain.
En 2000, Bill France Jr. céda la présidence de la NASCAR à Mike Helton (en), tandis que son fils Brian France (en) en devint le nouveau CEO en 2003. Bien qu'affaibli par le cancer qui l'emportera le 4 juin 2007, il avait continué à siéger au conseil d'administration jusqu'en 2006. 
La mort de Bill France Jr. fut annoncée durant la retransmission télévisée du Autism Speaks 400 (une manche de NASCAR Nextel Cup disputée sur le tracé de Dover). En forme d'hommage, tous les drapeaux du circuit furent mis en berne.